# Mascaras, Hautes-Pyrénées
Mascaras är en kommun i departementet Hautes-Pyrénées i regionen Occitanien i sydvästra Frankrike. Kommunen ligger i kantonen Tournay som tillhör arrondissementet Tarbes. År 2022 hade Mascaras 368 invånare.

## Befolkningsutveckling
Antalet invånare i kommunen Mascaras
| Referens: INSEE |